# Парвиайнен, Аки
Аки Улеви Парвиайнен (фин. Aki Uolevi Parviainen, род. 26 октября 1974 года, Хельсинки) — финский легкоатлет (метание копья), Чемпион мира (1999). Обладатель национального рекорда по дальности метания копья — 93,09 метра (четвертый результат в истории).

## Биография
На профессиональном уровне Парвиайнен начал выступать с 1995 года, в котором дебютировал на чемпионате мира 1995, заняв 9 место в общем зачёте. Главным успехом на международной арене стало чемпионство в 1999 году в Севилье. В следующем году Парвиайнен представлял Финляндию на летних Олимпийских играх в Сиднее, где занял 5 место в финальном зачёте.
Весной 2006 года завершил профессиональную карьеру из-за травм.

## Основные результаты
| Год  | Турнир                   | Город                  | Место | Результат |
| ---- | ------------------------ | ---------------------- | ----- | --------- |
| 1992 | Юниорский чемпионат мира | Сеул, Республика Корея | 1-е   | 76,34 м   |
| 1995 | Чемпионат мира           | Гётеборг, Швеция       | 9-е   | 79,58 м   |
| 1997 | Чемпионат мира           | Афины, Греция          | 8-е   | 82,80 м   |
| 1998 | Чемпионат Европы         | Будапешт, Венгрия      | 9-е   | 82,30 м   |
| 1999 | Чемпионат мира           | Севилья, Испания       | 1-е   | 89,52 м   |
| 2000 | Летние Олимпийские игры  | Сидней, Австралия      | 5-е   | 86,62 м   |
| 2001 | Чемпионат мира           | Эдмонтон, Канада       | 2-е   | 91,31 м   |
| 2002 | Чемпионат Европы         | Мюнхен, Германия       | 8-е   | 78,92 м   |
| 2003 | Чемпионат мира           | Париж, Франция         | 5-е   | 83,05 м   |
| 2005 | Чемпионат мира           | Хельсинки, Финляндия   | 9-е   | 74,86 м   |